# Jordi Cruyff
Johan Jordi Cruyff (niederländisch Cruijff; * 9. Februar 1974 in Amsterdam, Niederlande) ist ein ehemaliger niederländischer Fußballspieler und -funktionär. Er ist der Sohn des Fußballers Johan Cruyff. Mit dem FC Barcelona gewann Cruyff den spanischen Superpokal (1996), mit Manchester United zweimal den FA Community Shield (1996, 1997) sowie die englische Meisterschaft (1997) und den Weltpokal (1999).

## Karriere als Fußballspieler

### Jugend und Anfänge in La Masia des FC Barcelona
Johan Jordi Cruyff wurde einerseits nach seinem Vater und als zweiten Namen, unter dem er bekannt ist, wurde er nach dem katalanischen Nationalheiligen Jordi benannt. Nach seiner Geburt verbrachte Jordi Cruyff den Großteil seiner Kindheit in Spanien, da sein Vater beim FC Barcelona als Spieler unter Vertrag stand. Cruyff begann wie sein Vater in der Jugend von Ajax Amsterdam mit dem Fußballspielen. Im Alter von 14 Jahren zog er mit seinen Eltern nach Spanien, weil sein Vater eine Anstellung als Trainer beim FC Barcelona erhielt. Fortan spielte er in den Jugendabteilungen des spanischen Clubs.

### Vereinskarriere

#### FC Barcelona
Seine erste Station war die B-Mannschaft des FC Barcelona, wo Cruyff nach zwei Jahren von seinem Vater die Chance für die große Fußballbühne erhielt. Neben einigen Ligaeinsätzen wurde er gegen Manchester United in der Champions League eingesetzt und bereitete gegen seinen späteren Arbeitgeber ein Tor vor. Mit dem Ende der Trainerkarriere des Vaters verließ Jordi ebenfalls den FC Barcelona.

#### Manchester United
Die einzige Ablösesumme, die für ihn bezahlt wurde, kam von der englischen Insel. Für 1,3 Millionen Pfund wechselte er vom FC Barcelona zu Manchester United. Dort gewann er in seinem ersten Jahr die Meisterschaft und den Supercup. Aufgrund einer Knieverletzung spielte Cruyff, bis auf ein Spiel in der Rückrunde, nur die Hinrunde. Eine weitere Knöchelverletzung zwang ihn die Saison darauf, wieder zu pausieren. Im Januar 1999 wurde er von Manchester an Celta Vigo ausgeliehen und verpasste so das historische Triple. In Cruyffs letzter Saison wurde Manchester nochmals Meister der FA Premier League. Da Cruyff aber keine zehn Saisonspiele absolvierte, wurde er nicht ausgezeichnet.

#### Alavés, Barcelona und De Volewijckers
Anschließend wechselte Jordi Cruyff zum spanischen Club Deportivo Alavés. Mit dem Verein stand er im UEFA-Pokal-Finale 2001 gegen den FC Liverpool. Er erzielte in der 89. Minute das 4:4; das Spiel wurde aufgrund eines Eigentors in der Verlängerung aber mit 4:5 verloren. Nach dem Abstieg in der Saison 2002/03 wechselte er für eine Saison zu Espanyol Barcelona. Von 2004 bis 2006 kurierte Jordi Cruyff eine zugezogene Knieverletzung beim Amateurverein De Volewijckers aus und sammelte dort Spielpraxis.

#### Metalurh Donezk und FC Valletta
Nach der auskurierten Knieverletzung wechselte Cruyff zum ukrainischen Verein Metalurh Donezk und beendete dort seine Karriere. Er widerrief sein Karriereende später und spielte 2009/10 eine Saison beim maltesischen Verein FC Valletta. Dort gab er sein Debüt in der ersten Qualifikationsrunde der UEFA Europa League beim 3:0-Sieg gegen den isländischen Verein Keflavík ÍF.

### Nationalmannschaft
Zwischen 1995 und 2004 erzielte Cruyff für die katalanische Fußballauswahl zwei Tore in neun Partien. Sein Debüt im Nationaldress der Niederlande hatte er 1996 unter Guus Hiddink bei der 0:1-Niederlage im Freundschaftsspiel gegen die deutsche Fußballnationalmannschaft. Cruyff spielte 1996 neun Mal für die niederländische Nationalmannschaft und wurde von Hiddink für die Fußball-Europameisterschaft 1996 nominiert wo er alle Spiele absolvierte und mit seinem Team im Viertelfinale nach Elfmeterschießen gegen Frankreich ausschied.

## Karriere als Trainer und Sportdirektor
Während seiner Knieverletzung trainierte Cruyff den niederländischen Verein De Volewijckers von 2004 bis 2006 und sammelte dort Spielpraxis. In seiner letzten Saison als Fußballer fungierte er bei FC Valletta zusätzlich als Co-Trainer. Nach seinem Karriereende als Fußballspieler 2010 wurde er Sportdirektor beim AEK Larnaka.
Von der Saison 2012/13 bis zum Ende der Saison 2016/17 war er Sportdirektor bei Maccabi Tel Aviv. Anfang 2017 entließ er dort zuerst den georgischen Cheftrainer Schota Arweladse, um sich selbst als Interimstrainer zu installieren. Am 11. Februar 2017 präsentierte er den Portugiesen Lito Vidigal in dieser Funktion als seinen Nachfolger, welcher am 1. Juli 2017 auch sein Vorgänger wurde, denn an diesem Datum entließ Cruyff Vidigal wieder und machte sich selbst zum Cheftrainer. 2018 war er bei Chongqing Lifan in der ersten chinesischen Fußballliga tätig. Im Januar 2020 wurde Jordi Cruyff vom ecuadorianischen Fußballverband als neuer Nationaltrainer präsentiert. In Folge der COVID-19-Pandemie legte er im Juni 2020 sein Amt nieder, obwohl er die ecuadorianische Nationalmannschaft in keinem Spiel betreut hatte. Im August 2020 übernahm er den Cheftrainerposten beim chinesischen Erstligisten Shenzhen FC. Seit August 2021 arbeitet er wieder beim FC Barcelona, diesmal als technischer Direktor.

## Titel, Erfolge und Auszeichnungen

### FC Barcelona
- Spanischer Superpokal (1): 1996

### Manchester United
- FA Community Shield (2): 1996, 1997
- Englische Meisterschaft (1): 1996/97
- Weltpokal (1): 1999